# Квінсі Пондекстер
Квінсі Коу Пондекстер (англ. Quincy Coe Pondexter, нар. 10 березня 1988, Фресно, Каліфорнія, США) — американський професіональний баскетболіст, атакувальний захисник. Гравець національної збірної США.

## Ігрова кар'єра
На університетському рівні грав за команду Вашингтон (2006–2010). 
2010 року був обраний у першому раунді драфту НБА під загальним 26-м номером командою «Оклахома-Сіті Тандер». Проте професіональну кар'єру розпочав 2010 року виступами за «Нью-Орлінс Горнетс», куди був невдовзі обміняний. Захищав кольори команди з Нового Орлеана протягом одного сезону.
В грудні 2011 року був обміняний «Мемфіс Ґріззліс» на Грейвіса Васкеса.
2015 року перейшов до «Нью-Орлінс Пеліканс», у складі якої провів наступні 2 сезони своєї кар'єри.
Наступною командою в кар'єрі гравця була «Чикаго Буллз», за яку він відіграв один сезон. 1 лютого 2018 року був відрахований з команди.
2018 року став гравцем «Сан-Антоніо Сперс».

## Статистика виступів в НБА

### Регулярний сезон
| Сезон             | Команда               | GP  | GS | MPG  | FG%  | 3P%  | FT%  | RPG | APG | SPG | BPG | PPG |
| ----------------- | --------------------- | --- | -- | ---- | ---- | ---- | ---- | --- | --- | --- | --- | --- |
| 2010–11           | «Нью-Орлінс Горнетс»  | 66  | 6  | 11.1 | .406 | .360 | .706 | 1.3 | .4  | .3  | .2  | 2.8 |
| 2011–12           | «Мемфіс Ґріззліс»     | 64  | 8  | 15.7 | .452 | .301 | .623 | 2.0 | .4  | .4  | .1  | 4.2 |
| 2012–13           | «Мемфіс Ґріззліс»     | 59  | 1  | 21.1 | .428 | .395 | .787 | 2.2 | 1.0 | .6  | .1  | 6.4 |
| 2013–14           | «Мемфіс Ґріззліс»     | 15  | 2  | 18.0 | .392 | .324 | .808 | 1.7 | 1.3 | .3  | .1  | 6.3 |
| 2014–15           | «Мемфіс Ґріззліс»     | 30  | 2  | 18.0 | .356 | .233 | .700 | 1.9 | .9  | .2  | .2  | 4.5 |
| 2014–15           | «Нью-Орлінс Пеліканс» | 45  | 28 | 27.8 | .449 | .433 | .758 | 3.1 | 1.5 | .3  | .4  | 9.0 |
| 2017–18           | «Чикаго Буллз»        | 23  | 1  | 8.5  | .286 | .136 | .824 | 1.2 | .4  | .3  | .1  | 2.0 |
| 2018–19           | «Сан-Антоніо Сперс»   | 53  | 0  | 5.5  | .500 | .333 | .810 | .9  | .5  | .2  | .0  | 1.8 |
| Усього за кар'єру | Усього за кар'єру     | 355 | 48 | 15.6 | .423 | .356 | .746 | 1.8 | .7  | .3  | .1  | 4.5 |

### Плей-оф
| Сезон             | Команда               | GP | GS | MPG  | FG%  | 3P%  | FT%  | RPG | APG | SPG | BPG | PPG |
| ----------------- | --------------------- | -- | -- | ---- | ---- | ---- | ---- | --- | --- | --- | --- | --- |
| 2011              | «Нью-Орлінс Горнетс»  | 3  | 0  | 3.0  | .167 | .000 | –    | .3  | .3  | .0  | .0  | .7  |
| 2012              | «Мемфіс Ґріззліс»     | 7  | 0  | 16.3 | .667 | .500 | .778 | 2.3 | .3  | .6  | .0  | 4.7 |
| 2013              | «Мемфіс Ґріззліс»     | 15 | 0  | 23.8 | .489 | .453 | .607 | 2.5 | .7  | .7  | .1  | 8.9 |
| 2015              | «Нью-Орлінс Пеліканс» | 4  | 4  | 31.0 | .357 | .300 | .857 | 5.0 | 3.0 | 1.8 | .0  | 7.3 |
| 2019              | «Сан-Антоніо Сперс»   | 5  | 0  | 2.4  | .000 | .000 | –    | .2  | .4  | .2  | .0  | .0  |
| Усього за кар'єру | Усього за кар'єру     | 34 | 4  | 18.1 | .466 | .408 | .682 | 2.2 | .8  | .7  | .1  | 5.8 |